# 新空港インターチェンジ
新空港インターチェンジ（しんくうこうインターチェンジ）は、千葉県成田市にある新空港自動車道のインターチェンジである。成田国際空港への高速道路での出入口となっている。

## 概要
流出ランプは、奥の「第1ターミナル・貨物地区」方面と、手前の「第2・3ターミナル」方面に分岐しており、分岐地点が正式な終点である（中央分離帯に「高速道路終点」の標識が立っている）。
料金所は当地に設置されておらず、東関東自動車道の成田IC料金所と隣接して本線料金所が設けられている。
新空港道から空港内に入る際には、第1ゲート（直進側）もしくは第2ゲート（分岐側）を通過する。2015年の検問廃止前はこのゲートで一旦停止し、千葉県警察成田国際空港警備隊による自動車の検査と、身分証明書の提示（同乗者やバスの乗客も）を求められた。
なお、空港利用者以外は第1ゲートから芝山町方面に抜けることが可能。
新空港自動車道の延長線上には当インターから首都圏中央連絡自動車道（圏央道）までを結ぶ、成田空港平行滑走路横断道路の整備が構想として存在している。

## 周辺
- 成田国際空港
  - 成田国際空港株式会社本社
  - 成田エアポートレストハウス
  - ティエフケー本社
- 国道295号（空港通り）
- JR東日本・京成電鉄 成田空港駅
- JR東日本・京成電鉄 空港第2ビル駅
- 京成電鉄・芝山鉄道 東成田駅

## 隣
E65 新空港自動車道
東関東自動車道 (10) 成田IC/SIC/JCT - 新空港IC
新空港道には成田IC出口がないため当ICから成田ICまでの利用はできない。ETC車に限り時間限定（6:00 - 15:00）で、成田スマートICから新空港ICまでの利用が可能となっている。